# Coldham
Coldham is een dorp (village en civil parish) in het Engelse graafschap Cambridgeshire. Het dorp ligt in het district Fenland en telt ca. 150 inwoners.
Even ten zuiden van het dorp lag van 1916 tot 1919 het militaire vliegveld Coldham Landing Ground.